# Tuszyn (gemeente)
De gemeente Tuszyn is een stad- en landgemeente in het Poolse woiwodschap Łódź, in powiat Łódzki wschodni.
De zetel van de gemeente is in Tuszyn.
Op 30 juni 2004 telde de gemeente 11 655 inwoners.

## Oppervlakte gegevens
In 2002 bedroeg de totale oppervlakte van gemeente Tuszyn 128,87 km², waarvan:
- agrarisch gebied: 61%
- bossen: 22%

De gemeente beslaat 25,81% van de totale oppervlakte van de powiat.

## Demografie
Stand op 30 juni 2004:
| Omschrijving                   | Totaal | Totaal | Vrouwen | Vrouwen | Mannen | Mannen |
| ------------------------------ | ------ | ------ | ------- | ------- | ------ | ------ |
| eenheid                        | aantal | %      | aantal  | %       | aantal | %      |
| inwoners                       | 11 655 | 100    | 6023    | 51,7    | 5632   | 48,3   |
| bevolkingsdichtheid (inw./km²) | 90,4   | 90,4   | 46,7    | 46,7    | 43,7   | 43,7   |

In 2002 bedroeg het gemiddelde inkomen per inwoner 2313,51 zł.

## Administratieve plaatsen (sołectwo)
Bądzyń, Dylew, Garbów, Głuchów, Górki Duże, Górki Małe, Jutroszew, Kruszów, Mąkoszyn, Modlica, Rydzynki, Syski, Szczukwin, Tuszynek Majoracki, Wodzin Majoracki, Wodzin Prywatny, Wodzinek, Wola Kazubowa, Zofiówka, Żeromin.

## Overige plaatsen
Aleksandrów Drugi, Aleksandrów Pierwszy, Antonówki, Garbówek, Gołygów, Gołygów Drugi, Gołygów Pierwszy, Górki Małe-Kolonia, Górki Małe-Parcela, Grzędy, Janów, Józefów, Kępica, Królewska Wola, Kruszów-Cegielnia, Kruszów-Parcela, Lutosławice Szlacheckie, Niedas, Nowa Wieś, Ogrodzonka, Poddębina, Polska Wola, Potok, Stanisławów, Stara Wieś, Szczukwin Gliniany, Szczukwin Piaskowy, Tuszyn-Las, Tuszynek, Tuszynek Poduchowny, Tuszynek Starościński, Wacławów, Wielkopole, Wodzin-Okupniki, Wrząca, Wykno, Zagrody.

## Aangrenzende gemeenten
Brójce, Czarnocin, Dłutów, Grabica, Moszczenica, Pabianice, Rzgów